# Kőröstelep
Kőröstelep (Crișeni), település Romániában, a Partiumban, Szatmár megyében.

## Fekvése
Királydaróc közelében fekvő település.

## Története
Kőröstelep korábban Királydaróc község része volt. A 20. század második felében vált külön településsé.
Kőröstelepnek a 2002-es népszámláláskor 220 lakosa volt.

## Nevezetességek
- Görög keleti ortodox temploma 1932-ben épült, az Istenanya születése tiszteletére szentelték fel.